# По (Буркина-Фасо)
По (фр. Pô) — город в южной части Буркина-Фасо, административный центр провинции Нахури.

## Описание
Город основан приблизительно в 1500 году. Ныне в нём располагается военная база армии Буркина Фасо.
В 1983 году военные под предводительством Блеза Компаоре подняли мятеж в По, результатом которого стало освобождение из тюрьмы и избрание президентом Томаса Санкара.
По находится недалеко от границы с Ганой, на высоте 305 м над уровнем моря. Неподалёку от города располагаются национальный парк Каборе-Тамби и охраняемый лесной массив По. Основная этническая группа — груси.
В городе есть аэропорт местного значения (код PUP).

## Климат
Климат города характеризуется как тропический, включая жаркий сухой сезон и тёплый сезон дождей. Самый тёплый месяц — апрель (средняя температура 32 °С). Наиболее прохладный и влажный месяц — август (средняя температура 26 °С, средняя месячная норма осадков — 241 мм).
| Показатель                                              | Янв. | Фев. | Март | Апр. | Май  | Июнь | Июль | Авг. | Сен. | Окт. | Нояб. | Дек. | Год  |
| ------------------------------------------------------- | ---- | ---- | ---- | ---- | ---- | ---- | ---- | ---- | ---- | ---- | ----- | ---- | ---- |
| Средний суточный максимум, °C                           | 34   | 36   | 38   | 38   | 36   | 33   | 31   | 30   | 31   | 34   | 36    | 34   | 34,3 |
| Средняя температура, °C                                 | 26,5 | 28,5 | 31   | 32   | 30,5 | 28   | 26,5 | 26   | 26,5 | 28   | 28    | 26   | 28,1 |
| Средний суточный минимум, °C                            | 19   | 21   | 24   | 26   | 25   | 23   | 22   | 22   | 22   | 22   | 20    | 18   | 22   |
| Норма осадков, мм                                       | 1    | 1    | 14   | 42   | 94   | 126  | 180  | 242  | 155  | 51   | 3     | 4    | 875  |
| Источник: Всемирная метеорологическая организация (ООН) |      |      |      |      |      |      |      |      |      |      |       |      |      |